# Lulua
Lulua je řeka v Demokratické republice Kongo. Je to pravý přítok řeky Kasai v povodí Konga. Je 900 km dlouhá.

## Průběh toku
Pramení na planině Lunda. Stéká z jejich severních svahů a přitom vytváří peřeje a vodopády.

## Vodní režim
Vodní hladina je vyšší v období od září až října do dubna.

## Využití
Vodní doprava je možná na dolním toku do vzdálenosti 55 km od ústí.